# Shmuel Merlin

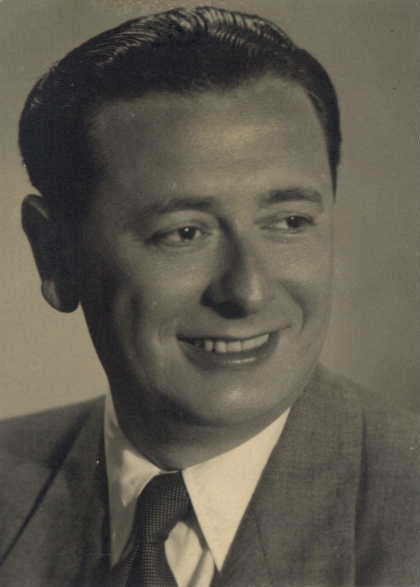
Shmuel Merlin, um 1950

Shmuel Merlin, auch Samuel Merlin (* 4. Januar 1910 in Kischinau; † 4. Oktober 1994 in New York City), war ein Anhänger des revisionistischen Zionismus von Zeev Jabotinsky, Generalsekretär der Hatzohar, Mitglied der zionistischen Jugendorganisationen Betar und der Untergrundorganisation Irgun, Generalsekretär der Cherut (Vorgänger des Likud) und Mitglied der ersten Knesset.

## Leben
Merlin wurde in Kischinau geboren und studierte an der Sorbonne. Er war Sekretär von Zeev Jabotinsky und von 1933 bis 1938 Generalsekretär der Hatzohar in Polen. Mit Nathan Yellin-Mor gab er ab 1938 die jiddische Warschauer Zeitung Di Tat heraus. Sie war das Sprachrohr der zionistischen Untergrundorganisation Irgun in Polen, welche versuchte, die illegale Einwanderung von polnischen Juden nach Palästina zu organisieren.
Kurz vor dem Einmarsch der Deutschen reiste er nach Frankreich aus und kam mit einer französischen Diplomatengruppe, die sich um einen Boykott Deutschlands bemühte, sechs Monate später in die Vereinigten Staaten. Dort schloss er sich der Bergsongruppe um Hillel Kook an, um für den revisionistischen Zionismus und die Rettung der europäischen Juden vor dem Holocaust zu werben. Als die Bergsongruppe 1946 eine Niederlassung in Paris gründete, wurde er deren Leiter. 1948 brachte im Auftrag der Irgun das Schiff Altalena mit Waffen und Munition nach Palästina. Bei der Auseinandersetzung um das Schiff wurde er vor Tel Aviv ins Bein getroffen. Im selben Jahr war er Mitgründer der Cherut und wurde deren Generalsekretär und Herausgeber der Tageszeitung Herut. Mit Hillel Kook und Eri Jabotinsky war er Vorreiter der 1950 gegründeten oppositionellen Fraktion „La Merchav“ innerhalb der Cherut. Dieser Flügel stand für einen säkularen und liberalen post-zionistischen Nationalismus im Gegensatz zur ethnisch-nationalistischen Ausrichtung des Parteiführers Menachem Begin.
In New York gründete er 1957 das Institute for Mediterranean Affairs zusammen mit Hillel Kook (Peter Bergson).